# Агатангел Кримський (монета)
«Агата́нгел Кри́мський» — пам'ятна монета номіналом 2 гривні, випущена Національним банком України. Присвячена українському історику, славісту, мовознавцю, сходознавцю, письменнику, перекладачу, одному із засновників української Академії наук та одному з перших академіків — Агатангелу Юхимовичу Кримському. Вільно володіючи майже шістдесятьма мовами, переважно східними, а також знаючи всі діалектні особливості української мови, зробив значний внесок в українське сходознавство та україністику. Унікальність А. Кримського як феномена у світовій культурі було відзначено рішенням Генеральної Асамблеї ЮНЕСКО щодо внесення цієї визначної постаті до списку найвидатніших діячів людства.
Монету введено в обіг 12 січня 2021 року. Вона належить до серії «Видатні особистості України».

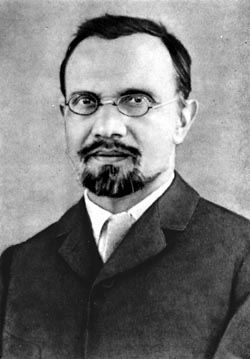
Агатангел Кримський

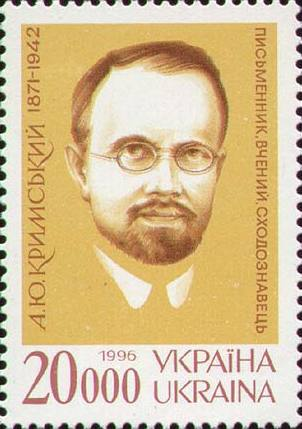
Агатангел Кримський на поштовій марці

## Опис та характеристики монети
| Номінал грн. | Метал      | Маса, грам | Діаметр, мм. | Якість виготовлення       | Гурт     | Тираж, штук |
| ------------ | ---------- | ---------- | ------------ | ------------------------- | -------- | ----------- |
| 2            | нейзильбер | 12,8       | 31           | спеціальний анциркулейтед | рифлений | 35 000      |

### Аверс
На аверсі монети розміщено: угорі — малий Державний Герб України, праворуч від якого написи: «УКРАЇНА/2 ГРИВНІ/2021»; композицію, що символізує діяльність ученого-сходознавця та джерело знань — геометричний декор із розкритих книг, що складаються в багатопроменеву зірку, в центрі якої слова А. Кримського: «Я ЗРОЗУМІВ,/ ЩО МУШУ БУТИ/ УКРАЇНОФІЛОМ –/ ЦЕ Я ЗРОЗУМІВ/ ЦІЛКОМ СВІДОМО»; під цитатою — факсиміле А Кримський; логотип Банкнотно-монетного двору Національного банку України (унизу праворуч).

### Реверс
На реверсі монети на тлі вертикальних ліній, що вносять певний драматизм та символізують трагічну долю вченого, зображено портрет Агатангела Кримського, під портретом діагонально розміщені написи: «АГАТАНГЕЛ» (ліворуч), «КРИМСЬКИЙ» (праворуч); унизу роки його життя — «1871—1942».

## Автори
- Художники: Таран Володимир, Харук Олександр, Харук Сергій.
- Скульптори: Демяненко Анатолій (аверс), Віталій Андріянов (реверс).

## Вартість монети
Під час введення монети в обіг 2021 року, Національний банк України реалізовував монету за ціною 35 гривень.
Фактична приблизна вартість монети, з роками змінювалася так:
| Рік        | 2021 | 2022 | 2023 | 2024 | 2025 |
| ---------- | ---- | ---- | ---- | ---- | ---- |
| Ціна, грн. | 45   | 45   | 55   | 95   | 110  |